# Christian Oberbichler
Christian Oberbichler (Frauenfeld, 14 agosto 1992) è un pattinatore di velocità su ghiaccio svizzero.

## Biografia
Ai campionati europei di Heerenveen 2020 ha vinto la medaglia di bronzo nello sprint a squadre, gareggiando con i connazionali Oliver Grob e Livio Wenger.

## Palmarès
- Campionati europei

Heerenveen 2020: bronzo nello sprint a squadre;